# Inherit the Wind (1988)
Inherit the Wind é um telefilme americano de 1988, do gênero drama histórico-biográfico, dirigido por David Greene, com roteiro de John Gay baseado na peça teatral homônima de Jerome Lawrence e Robert Edwin Lee e estrelado por Kirk Douglas, Jason Robards e Darren McGavin.

## Histórico
A peça original, escrita em 1951 e encenada pela primeira vez em 1955, teve várias filmagens, sendo que as anteriores foram em 1960 e 1965. O texto original usou como tema um caso real de 1925, Scopes "Monkey" Trial (“O Julgamento do Macaco”),  como uma parábola ao macartismo da época. Essa versão difere das duas versões anteriores pela preocupação em mostrar Brady mais simpático e a história, de acordo com seus produtores, “um pouco mais justa para ambos os lados”.

## Sinopse
Um professor, Henry Drummond, é julgado criminalmente por ensinar a Teoria da Evolução de Darwin em uma escola pública. “Monkey Trial” (O Julgamento do Macaco), como ficou conhecido, tem repercussão mundial mediante uma batalha travada entre os advogados de acusação e a defesa, que é impedida pelo juiz de apresentar cientistas como testemunhas em favor da teoria da evolução.

## Elenco
- Jason Robards ..... Henry Drummond
- Kirk Douglas ..... Matthew Harrison Brady
- Darren McGavin ..... E. K. Hornbeck

## Prêmios e indicações
| Prêmio    | Categoria                                    | Recipiente                               | Resultado |
| --------- | -------------------------------------------- | ---------------------------------------- | --------- |
| Emmy 1988 | Melhor ator em minissérie ou telefilme       | Jason Robards                            | Venceu    |
| Emmy 1988 | Melhor telefilme de drama                    | Peter Douglas, Robert A. Papazian (prod) | Venceu    |
| Emmy 1988 | Melhor fotografia em minissérie ou telefilme | Stevan Larner                            | Indicado  |